# دنیس انتال
دنیس انتال (انگلیسی: Dennis Antal؛ زادهٔ) بازیکن فوتبال است.
او در باشگاه فوتبال شروزبری تاون بازی کرده است.